# Río Manicouagan
El río Manicouagan (del inglés: Manicouagan River) es un río de Canadá que discurre por el este de la provincia de Quebec. Nace cerca de los confines de la región del Labrador, fluyendo hacia el sur a lo largo de 550 km para desembocar en el estuario del río San Lorenzo, cerca de la ciudad de Baie-Comeau (22.554 hab. en 2006). La distancia de la boca hasta la presa Daniel-Johnson es de 220 km.
Los densos bosques de la región son el origen de su nombre indígena que significa «donde hay cortezas [de árbol]».

## Aprovechamiento hidroeléctrico
En el río Manicouagan hay una importante serie de centrales hidroeléctricas, que forman parte en su mayoría del proyecto  Manic-Outardes de la compañía Hydro-Québec:

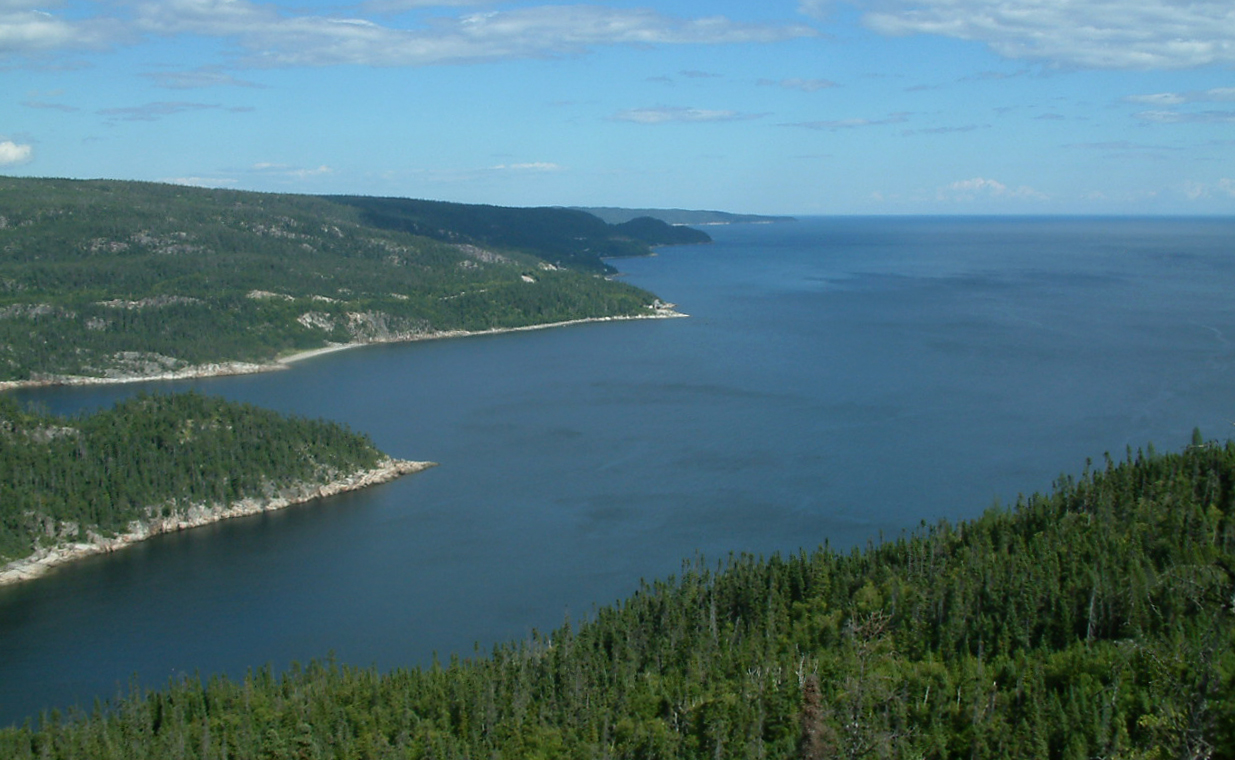
Vista de la bahía de San Pancracio, en el estuario del San Lorenzo, cerca de la desembocadura del río Manicouagan en la ciudad de Baie-Comeau

- McCormick Power Station, con una capacidad de generación de  350 MW, gestionada por la Compagnie hydroélectrique Manicouagan;
- Manic 1 Power Station, con  184 MW, gestionada por Hydro-Québec;
- Manic-2 Power Station, con 1024 MW, gestionada por Hydro-Québec;
- Manic-3 Power Station, con1244 MW, gestionada por Hydro-Québec;
- Manic 4 - Proyecto abandonado;
- Presa Daniel-Johnson / Manic-5 Power Station, con1528 MW, gestionada por Hydro-Québec. Esta presa tiene uno de los diques multiarco más grandes del mundo, y embalsa el río en el lago Manicouagan, un embalse anular que tiene en su interior a la segunda isla de agua dulce del mundo, la isla René-Levasseur, de 2020 km², una superficie mayor que la del lago que la alberga (de sólo 1942 km²);
- Manic 5 P.A. Power Station, con  1064 MW, gestionada por Hydro-Québec;